# Eriocaulon hookerianum
Eriocaulon hookerianum är en gräsväxtart som beskrevs av Otto Stapf. Eriocaulon hookerianum ingår i släktet Eriocaulon och familjen Eriocaulaceae. IUCN kategoriserar arten globalt som livskraftig. Inga underarter finns listade i Catalogue of Life.